# The Hero of Ages
The Hero of Ages är tredje och sista boken i Brandon Sandersons Mistborn-trilogi. Den utkom 2008. Någon svensk översättning finns för närvarande inte, då de två första delarna i trilogin inte sålt så bra som Modernista, som gett ut de två första delarna på svenska, hoppats.